# Petteri Lindbohm
Petteri Lindbohm (* 23. September 1993 in Helsinki) ist ein finnischer Eishockeyspieler, der seit August 2023 beim Helsingfors IFK aus der finnischen Liiga unter Vertrag steht und dort auf der Position des Verteidigers spielt. Zuvor absolvierte Lindbohm unter anderem 185 Spiele in der American Hockey League (AHL) und absolvierte zudem 49 Partien für die St. Louis Blues und Florida Panthers in der National Hockey League (NHL). Mit der finnischen Nationalmannschaft gewann er bei den Olympischen Winterspielen 2022 die Goldmedaille.

## Karriere
Petteri Lindbohm spielte in seiner Jugend für Helsingfors IFK in seiner Heimatstadt Helsinki, bevor er in die Nachwuchsabteilung von Kiekko-Vantaa wechselte, für die er bis 2010 aktiv war. Mit Beginn der Saison 2010/11 schloss sich der Abwehrspieler den Espoo Blues an und debütierte für deren U20 in der Nuorten SM-liiga, der höchsten Juniorenliga Finnlands, in der er als Rookie auf neun Scorerpunkte sowie eine Plus/Minus-Wertung von +14 in 41 Spielen kam. Zudem vertrat er sein Heimatland nach dieser Spielzeit erstmals auf internationalem Niveau, als er mit der U18-Nationalmannschaft an der U18-Weltmeisterschaft 2011 teilnahm und dort mit dem Team den fünften Platz belegte. Nach nur einem Jahr in Espoo kehrte Lindbohm zur Saison 2011/12 nach Helsinki zurück und spielte dort fortan für die Jokerit in der Nuorten SM-liiga, während er parallel dazu auf Leihbasis zu Kiekko-Vantaa zurückkehrte und dort in der zweitklassigen Mestis sein Profi-Debüt gab. Anschließend wurde der Verteidiger im NHL Entry Draft 2012 an 176. Position von den St. Louis Blues ausgewählt.

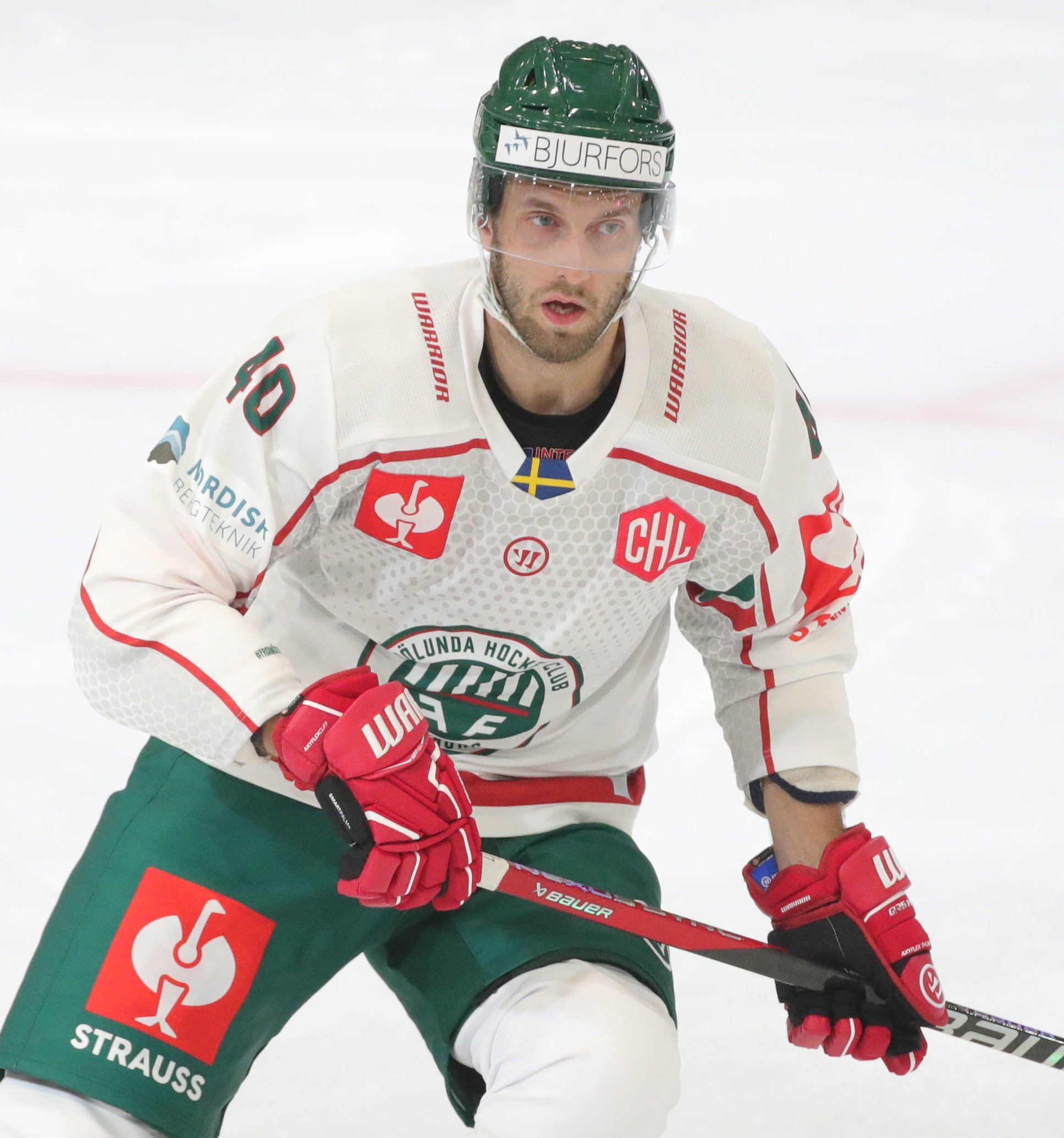
Lindbohm im Trikot des Frölunda HC (2022)

Mit Beginn der Spielzeit 2012/13 etablierte sich Lindbohm im A-Kader der Jokerit und kam auf 35 Einsätze in der SM-liiga, sodass er nur für wenige Einsätze in die U20 sowie zu Kiekko-Vantaa zurückkehrte. Darüber hinaus nahm er über den Jahreswechsel mit der finnischen U20-Nationalmannschaft an der U20-Weltmeisterschaft 2013 teil und erreichte dort einen siebten Rang, wobei er das Team Suomi als Kapitän anführte. Nach einem weiteren Jahr in Finnland, das er in der U20 und dem A-Kader der Jokerit sowie leihweise bei Kiekko-Vantaa und Porin Ässät verbracht hatte, unterzeichnete Lindbohm im März 2014 einen Einstiegsvertrag bei den St. Louis Blues aus der National Hockey League (NHL).
Direkt zu Beginn der Saison 2014/15 debütierte der Finne für die Blues in der NHL und kam dort im Laufe des Jahres auf 23 Einsätze, wobei er hauptsächlich in deren Farmteam, den Chicago Wolves, in der American Hockey League (AHL) eingesetzt wurde. Auch in den folgenden Jahren gelang es Lindbohm nicht, sich dauerhaft im NHL-Aufgebot der Blues zu etablieren, sodass er vorrangig in der AHL auf dem Eis steht. Zudem wurde von seinem ehemaligen Verein, den Jokerit, im KHL Junior Draft 2016 an 117. Position ausgewählt.
Nach vier Jahren in der Organisation der Blues verließ der Verteidiger Nordamerika und schloss sich dem Lausanne HC aus der Schweizer National League an. Für diesen absolvierte Lindbohm über 100 NL-Partien, ehe er im Juli 2020 vom EHC Biel verpflichtet wurde. Zwischenzeitlich hatte er im Rahmen der Weltmeisterschaft 2019 sein Debüt für die finnische A-Nationalmannschaft gegeben und dabei mit dem Team prompt die Goldmedaille gewonnen. In Biel war er ein Jahr aktiv und kehrte anschließend im Mai 2021 zu den Jokerit zurück, die mittlerweile in die Kontinentale Hockey-Liga (KHL) gewechselt waren. Wenig später folgte die Silbermedaille bei der Weltmeisterschaft 2021 sowie die Goldmedaille bei den Olympischen Winterspielen 2022, der ersten in der finnischen Geschichte. Unmittelbar nach den Olympischen Winterspielen zog sich Jokerit aufgrund des russischen Überfalls auf die Ukraine aus der laufenden KHL-Saison 2021/22 zurück und der Finne wechselte bis zum Saisonende zu den Florida Panthers in die NHL.
Von dort kehrte er nach neun Einsätzen im August 2022 nach Europa zurück, indem er sich dem Frölunda HC aus der Svenska Hockeyligan (SHL) anschloss. Im August 2023 kehrte der Finne zu seinem Ausbildungsverein Helsingfors IFK in die Liiga zurück.

## Erfolge und Auszeichnungen
- 2019 Goldmedaille bei der Weltmeisterschaft
- 2021 Silbermedaille bei der Weltmeisterschaft
- 2022 Goldmedaille bei den Olympischen Winterspielen

## Karrierestatistik
Stand: Ende der Saison 2024/25

### International
Vertrat Finnland bei:
| - U18-Weltmeisterschaft 2011 - U20-Weltmeisterschaft 2013 - Weltmeisterschaft 2019 | - Weltmeisterschaft 2021 - Olympischen Winterspielen 2022 |

(Legende zur Spielerstatistik: Sp oder GP = absolvierte Spiele; T oder G = erzielte Tore; V oder A = erzielte Assists; Pkt oder Pts = erzielte Scorerpunkte; SM oder PIM = erhaltene Strafminuten; +/− = Plus/Minus-Bilanz; PP = erzielte Überzahltore; SH = erzielte Unterzahltore; GW = erzielte Siegtore; 1 Play-downs/Relegation; Kursiv: Statistik nicht vollständig)